# Ahmed Abdou
Ahmed Abdou (* 1936 in Mutsamudu auf der Insel Anjouan) war Premierminister der Komoren.
Im Jahr 1972 und von 1973 bis zur Unabhängigkeit der Komoren im Jahr 1975 war er Finanzminister. Er war vom 27. Dezember 1996 bis zum 9. September 1997 Premierminister der Komoren. Er wurde entlassen, da es zu Unabhängigkeitsbewegungen auf zwei der Inseln der Komoren gekommen war.